# Деревицкий, Алексей Николаевич
Алексе́й Никола́евич Дереви́цкий (1859, Харьков — 1943, Москва) — российский и советский филолог, специалист по античной филологии, исследователь древнегреческой литературы и искусства, ординарный профессор, доктор греческой словесности (1891); декан историко-филологического факультета и ректор Императорского Новороссийского университета (1903—1905), профессор Крымского университета им. М. В. Фрунзе (1921—1934); попечитель Казанского учебного округа (1905—1911), попечитель Киевского учебного округа (1912—1915), попечитель Оренбургского учебного округа (1916—1917), декан историко-филологического факультета Крымского педагогического института (1918—1920); член Государственного совета Российской империи по назначению (1917); тайный советник (1912).

## Биография
Алексей Николаевич Деревицкий в анкете, собственноручно заполненной «доктором греческой словесности, профессором Крымского педагогического института (бывшего Таврического университета)», указал, что родился 8 (20) марта 1859 года в Харькове. Различные источники указывают даты рождения 9 и 12 марта. Его отец — асессор Полтавского губернского правления. Детские годы прошли в Харькове и Белгороде, где он обучался в гимназиях и курс среднего образования завершил с золотой медалью.
Высшее образование получил на историко-филологическом факультете Харьковского университета , который окончил со степенью кандидата в 1884 году и был оставлен в университете для подготовки к профессорскому званию. Во время обучения получил золотую медаль за сочинение «Следы восточных влияний в религиозных представлениях греков» (1883). 
С 1887 года был приват-доцентом Императорского Харьковского университета, читал курсы классической филологии, истории и теории искусства; 4 декабря 1889 года в Санкт-Петербургском университете защитил магистерскую диссертацию на тему: «Гомерические гимны. Анализ памятника в связи с историей его изучения» — работа была посвящена одному из ранних литературных произведений Древней Греции — сборнике гимнов в честь богов. Спустя два года, 6 декабря 1891 года в Харьковском университете защитил докторскую диссертацию — «О начале историко-литературных занятий в древней Греции». В этом же году опубликовал две работы, посвященные «Афинской политии» Аристотеля как историческому источнику. Экстраординарным профессором кафедры классической филологии Харьковского университета был утверждён 17 июня 1892 года.
В апреле 1893 года перешёл в Императорский Новороссийский университет, где занял должность ординарного профессора, а с 25 ноября 1894 года стал ещё и деканом историко-филологического факультета. Занимал ещё ряд других должностей: председателя Комиссии по поводу пересмотра системы профессорского гонорара (1897), инспектора научных классов Одесского музыкального училища (в 1901), Председателя историко-испытательной комиссии при Санкт-Петербургском университете и др. 
С 1 апреля 1903 по 10 сентября 1905 года был ректором Новороссийского университета. Кроме этого, в течение почти всего 1903 года он руководил Одесским учебным округом[уточнить]. За время своей работы в Императорском Новороссийском университете часто выезжал в различные (научные и с инспекторскими целями) командировки как по Российской империи, так и за границу; в 1902 году работал в составе созданной при Министерстве народного образования Комиссии по преобразованию высших учебных заведений; принимал участие в разработке нового университетского устава.
С 6 сентября 1905 года был назначен попечителем Казанского учебного округа. За годы его деятельности на этом посту в большинстве районов было введено начальное образование; открыто 12 новых классических школ, 15 реальных училищ, 34 гимназии и прогимназии для женщин, 24 городских 4-х классные училища, Мариинское женское училище, до 70 учебных заведений 1-го, 2-го, 3-го разрядов, а также ремесленные школы и их отделения. Содействовал открытию Саратовского университета в 1909 году. Огромное значение имела его деятельность как попечителя учебного округа по образовании «инородцев». По его предложению была основана «переводческая комиссия», в задачу которой входило издание книг и учебников на языках аборигенных народов, проживавших на территории округа; способствовал изучению их быта и религиозных верований.
Указом от 31 декабря декабре 1911 года он был переведён на должность попечителя Киевского учебного округа, в 1912 году получил чин тайного советника.
В 1916—1917 годах был попечителем Оренбургского учебного округа. 
После революции жил в Симферополе, был деканом историко-филологического факультета в Крымском педагогическом институте (1918—1920), с января 1921 года — в Крымском университете, с 1925 года — профессор восточного факультета Крымского университета им. М. В. Фрунзе. С преобразованием университета в педагогический институт (1925), возглавил кафедру зарубежной литературы, одновременно заведуя кабинетом истории искусств и западноевропейских литератур (1920).
«А. Н. Деревицкий — политический вдохновитель, организатор и вождь антисоветских элементов здешней профессуры. […]  Профессор А. К. Сынопалов — его ставленник, верный приказчик и авантюрист».
Его преподавательская деятельность прекратилась в 1934 году, когда в университете начались «чистки» рядов.
Умер 31 марта 1943 года в Москве. Похоронен на Ваганьковском кладбище (9 уч.).

## Научная деятельность
По своим научным взглядам А. Н. Деревицкий принадлежал к историко-литературному, культурно-историческому течениям в русской классической филологии. Доминирующим направлением его научно-исследовательской работы было изучение древнегреческой истории и филологии. Кроме этого, он изучал и вопрос этических, философских и религиозных представлений древних времен, историю античного и раннехристианского искусства и литературы. Интересовался также материалами археологических памятников северочерноморского побережья, проблемами современной истории, археологии и классической филологии.

## Награды
- Орден Святого Владимира 3-й ст.
- Орден Святого Станислава 2-й ст.
- Орден Святой Анны 2-й ст.
- Орден Святого Станислава]] 1-й ст.